# Министерство промышленности и энергетики Российской Федерации
Министе́рство промы́шленности и энерге́тики Росси́йской Федера́ции (Минпромэне́рго Росси́и) — федеральное министерство, определяющее государственную политику и нормативно-правовое регулирование в сфере промышленного, оборонно-промышленного и топливно-энергетического комплексов, а также в области развития авиационной техники, технического регулирования и обеспечения единства измерений, освоения месторождений полезных ископаемых на основе соглашений о разделе продукции, науки и техники в интересах обороны и безопасности государства.
Министерство промышленности и энергетики Российской Федерации в пределах своей компетенции осуществляло функции федерального органа по техническому регулированию и уполномоченного органа по соглашениям о разделе продукции в отношении участков недр и месторождений всех видов полезных ископаемых.
Указом президента РФ от 12 мая 2008 года № 724 упразднено; взамен образованы Министерство промышленности и торговли Российской Федерации (с передачей ему функций в сфере торговли реорганизуемого Министерства экономического развития и торговли) и Министерство энергетики Российской Федерации.

## Подведомственные организации
- Федеральное агентство по промышленности
- Федеральное агентство по энергетике
- Федеральное агентство по техническому регулированию и метрологии (Ростехрегулирование)
- ФГУ «Российское энергетическое агентство» Минэнерго России
- КНТС СРО